# كارلو فراغفيتش
كارلو فراغفيتش مواليد 13 مايو 1989 في زغرب، جمهورية كرواتيا الاشتراكية، هو لاعب كرة سلة كرواتي. بدأ مسيرته الاحترافية في سنة 2005.

## المسيرة الاحترافية
لعب مع نادي سيبونا لكرة السلة في موسم 2011–2012، ثم لعب مع نادي زادار لكرة السلة في سنة 2012، ثم لعب مع سوتور باسكت مونتيجرانارو في سنة 2013.

## روابط خارجية
- كارلو فراغفيتش على موقع الاتحاد الدولي لكرة السلة (الإنجليزية)
- كارلو فراغفيتش على موقع الدوري الأوروبي لكرة السلة (الإنجليزية)
- كارلو فراغفيتش على موقع كرة السلة الأوروبية.كوم (الإنجليزية)
- كارلو فراغفيتش على موقع DraftExpress.com (الإنجليزية)
- كارلو فراغفيتش على موقع ريلجم (الإنجليزية)
- كارلو فراغفيتش على موقع بروبوليرز (الإنجليزية)
- كارلو فراغفيتش على موقع سبورتس رفرنس (الإنجليزية)